# Sven Scheuer
Pour les articles homonymes, voir Scheuer.
 (juillet 2008).
Sven Scheuer, né le 19 janvier 1971 à Böblingen en Allemagne, est un gardien de but allemand de football.

## Biographie
Sven Scheuer commence sa carrière dans sa ville natale, au SV Böblingen. Malgré un potentiel professionnel, ce dernier peine à intégrer l'équipe nationale junior d'Allemagne sous le règne de Berti Vogts.
À partir de 1988 et jusqu'en 1999, il passe onze ans dans le club bavarois du Bayern Munich derrière Raimond Aumann et Oliver Kahn. Il joue 23 matchs dont 6 en Ligue des champions. 
Son premier match pour le Bayern Munich fut face aux Rangers FC pour la Coupe des clubs champions européens 1989-1990 au Ibrox Stadium qui se termina avec une victoire du club munichois 3-1.
Sven Scheuer vit aujourd'hui en Autriche, à Kitzbühel.
Malgré des débuts difficiles en sélection nationale, il parvient à se faire un nom au Bayern Munich, où il se distingue par ses performances en tant que remplaçant dans l'une des équipes les plus prestigieuses d'Allemagne.

## Palmarès
Bayern Munich: 
- Bundesliga: Champion en 1989, 1990, 1994, 1997, 1999 et 2000
- Coupe d'Allemagne: Vainqueur en 1998 et 2000
- Coupe de l'UEFA: Vainqueur en 1996
- Coupe de la Ligue d'Allemagne: Vainqueur en 1998, 1999 et 2000[1]